# Kloster San Benito
Das Monasterio de San Benito (lat. Abbatia B. M. V. et Sancti Benedicti) ist eine Zisterzienserinnen-Abtei in Talavera de la Reina in der autonomen Region Castilla-La Mancha in der Provinz Toledo.

## Geschichte
Die eigentlichen Ursprünge des Klosters sind nicht bekannt. Es ist das älteste noch lebende Kloster der Stadt, denn laut Überlieferung reicht seine Geschichte bis in die westgotische Zeit zurück, in der sich eine Gruppe geweihter Jungfrauen zusammengefunden haben soll, um ein gemeinschaftliches Leben nach den Evangelischen Räten zu führen. Später nahmen sie die Regel des heiligen Benedikt von Nursia als Leitfaden ihres klösterlichen Lebens an.
Aus dem 12. Jahrhundert existieren erste Angaben zum ursprünglichen Kloster, das am Stadtrand von Talavera lag und "St. Antolin von den Herrinnen" genannt wurde.
Um das Jahr 1300 wurde das Kloster nach innerhalb der Stadtmauern verlegt. Gleichzeitig schlossen sich die Schwestern der zisterziensischen Reform an, die in jener Zeit in Spanien wie im übrigen Europa große Anhängerschaft fand und wählten den heiligen Benedikt als Titularpatron des Klosters.
2009 besteht der Konvent aus 20 Schwestern. Sie betreiben eine Buchbinderei, in welcher auch Buchdecken geprägt werden.

## Sehenswertes
Im Kloster gibt es einen isabellinischen Kreuzgang aus dem 16. Jahrhundert, der aber nicht besichtigt werden kann. Sehenswert sind die Reste der antiken Stadtmauer, die das Klostergelände abgrenzen.

## Galerie

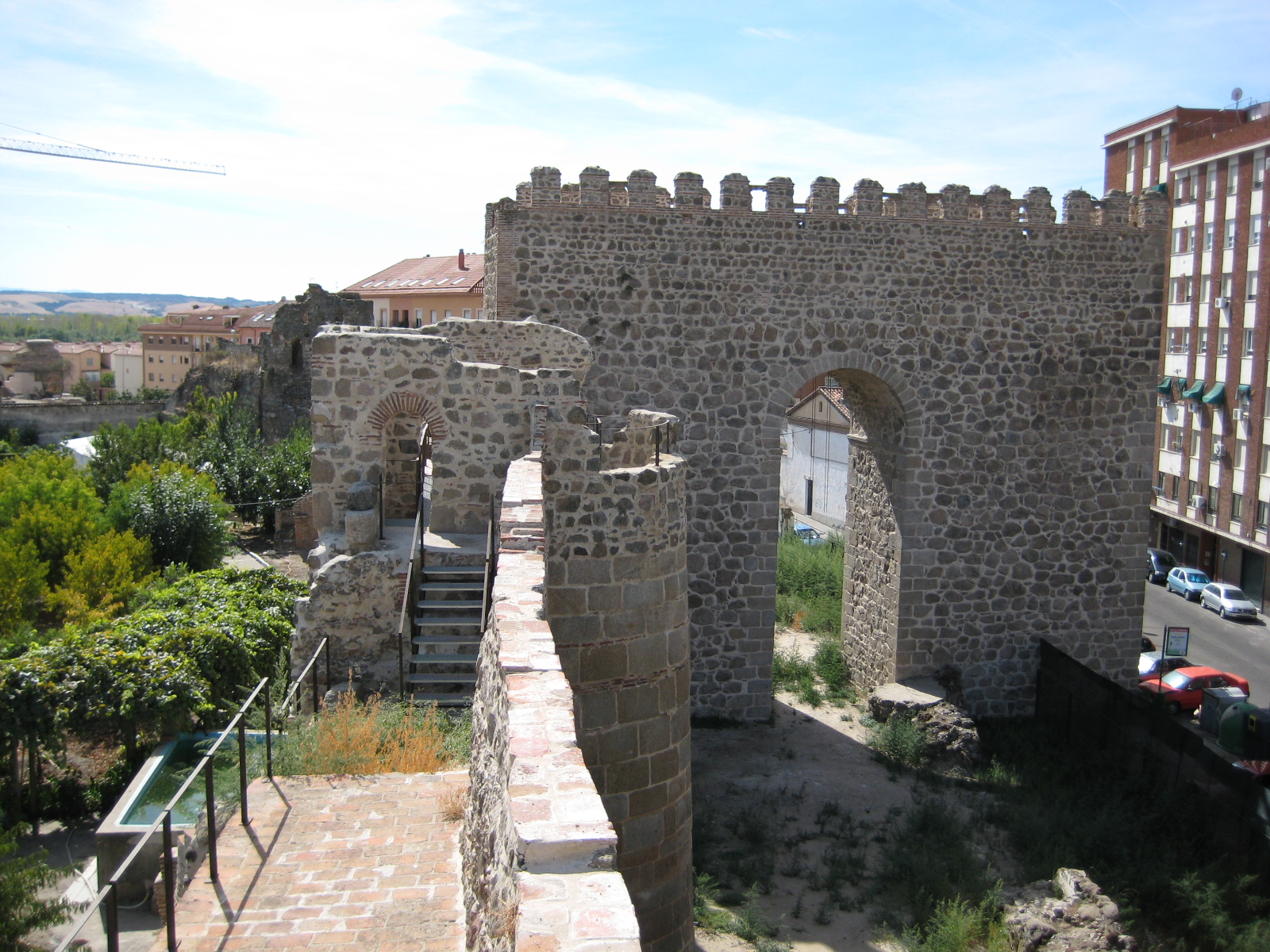
Die Mauer
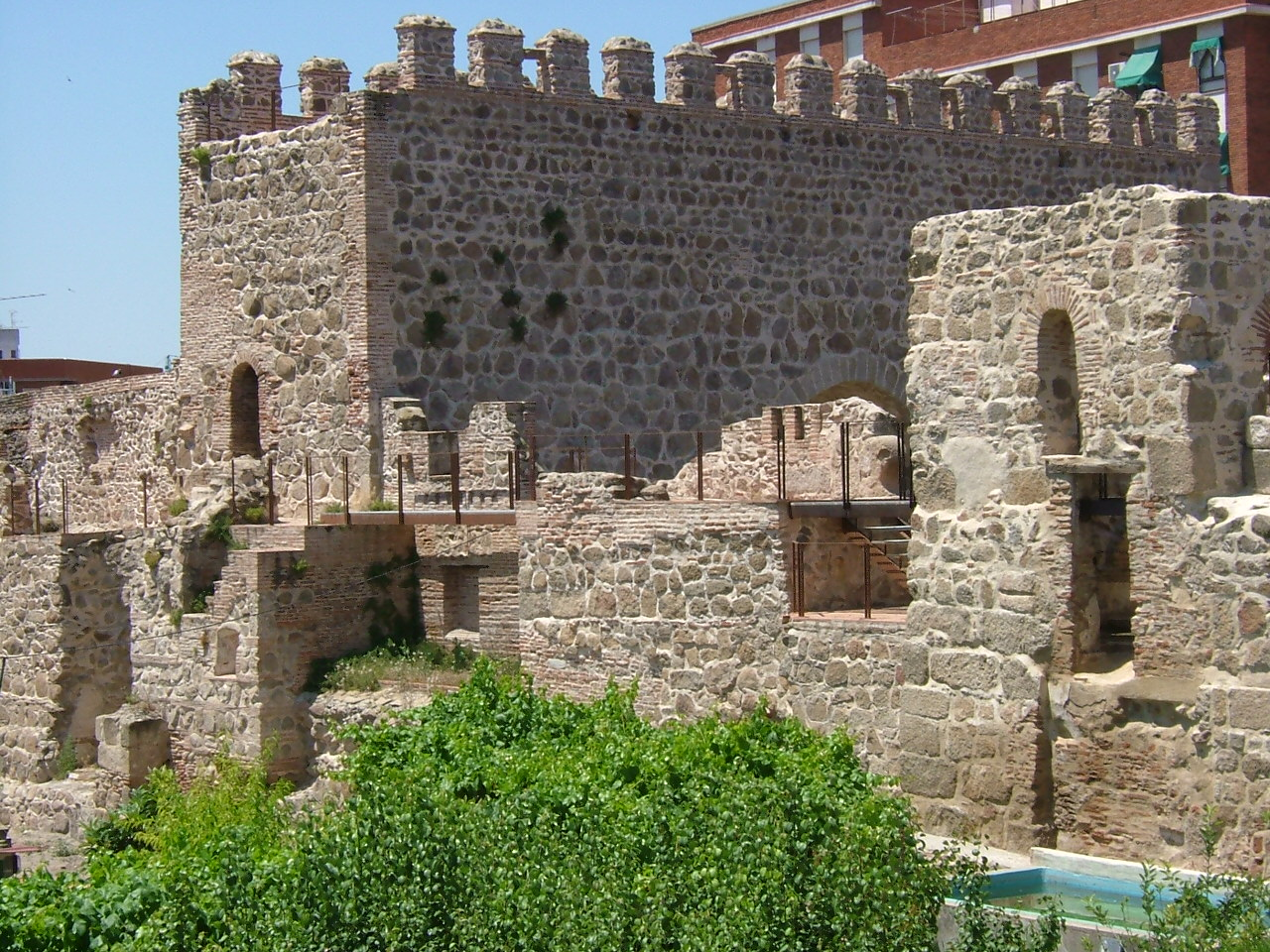
Die Mauer
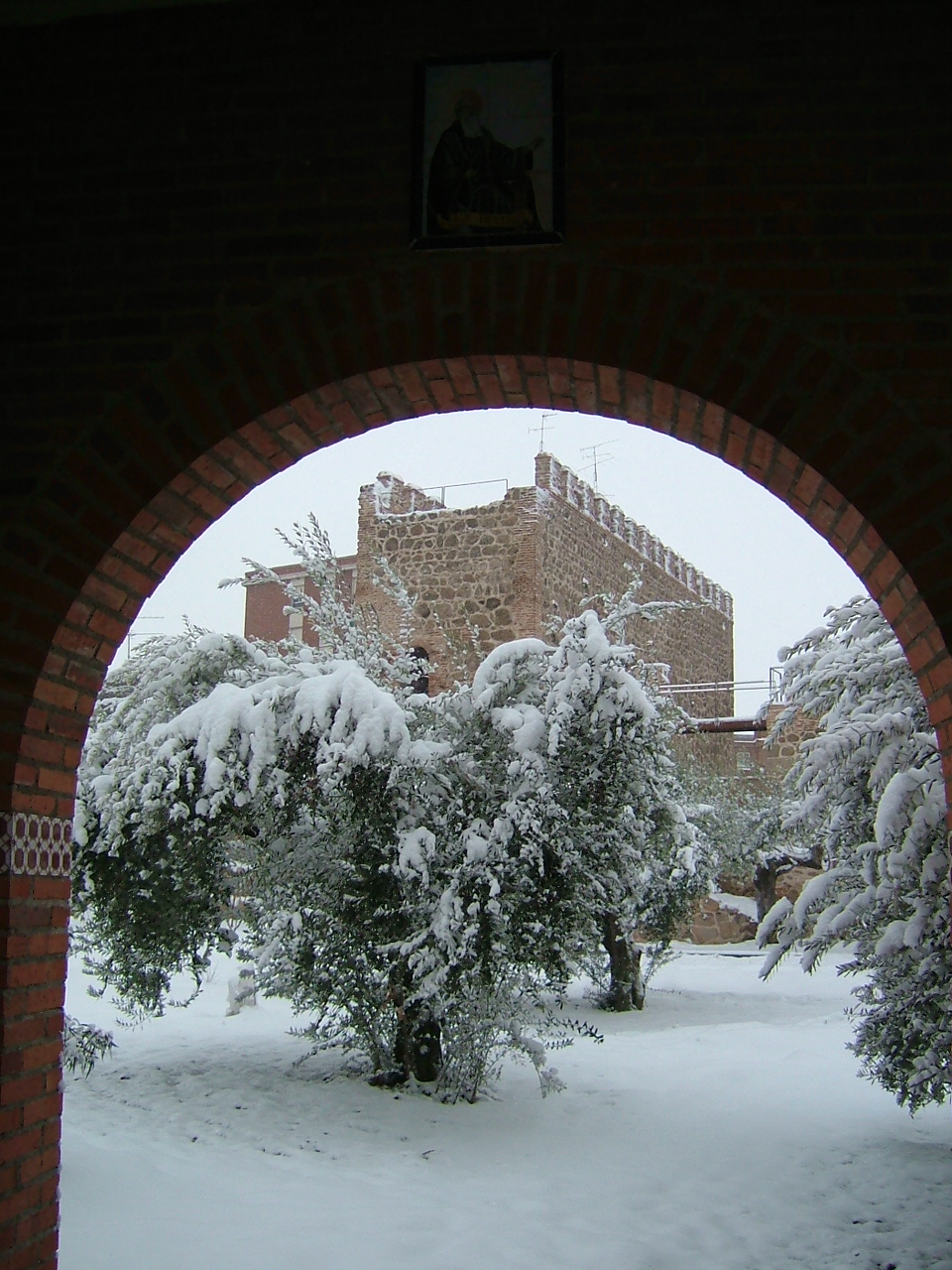
Das Kloster im Schnee
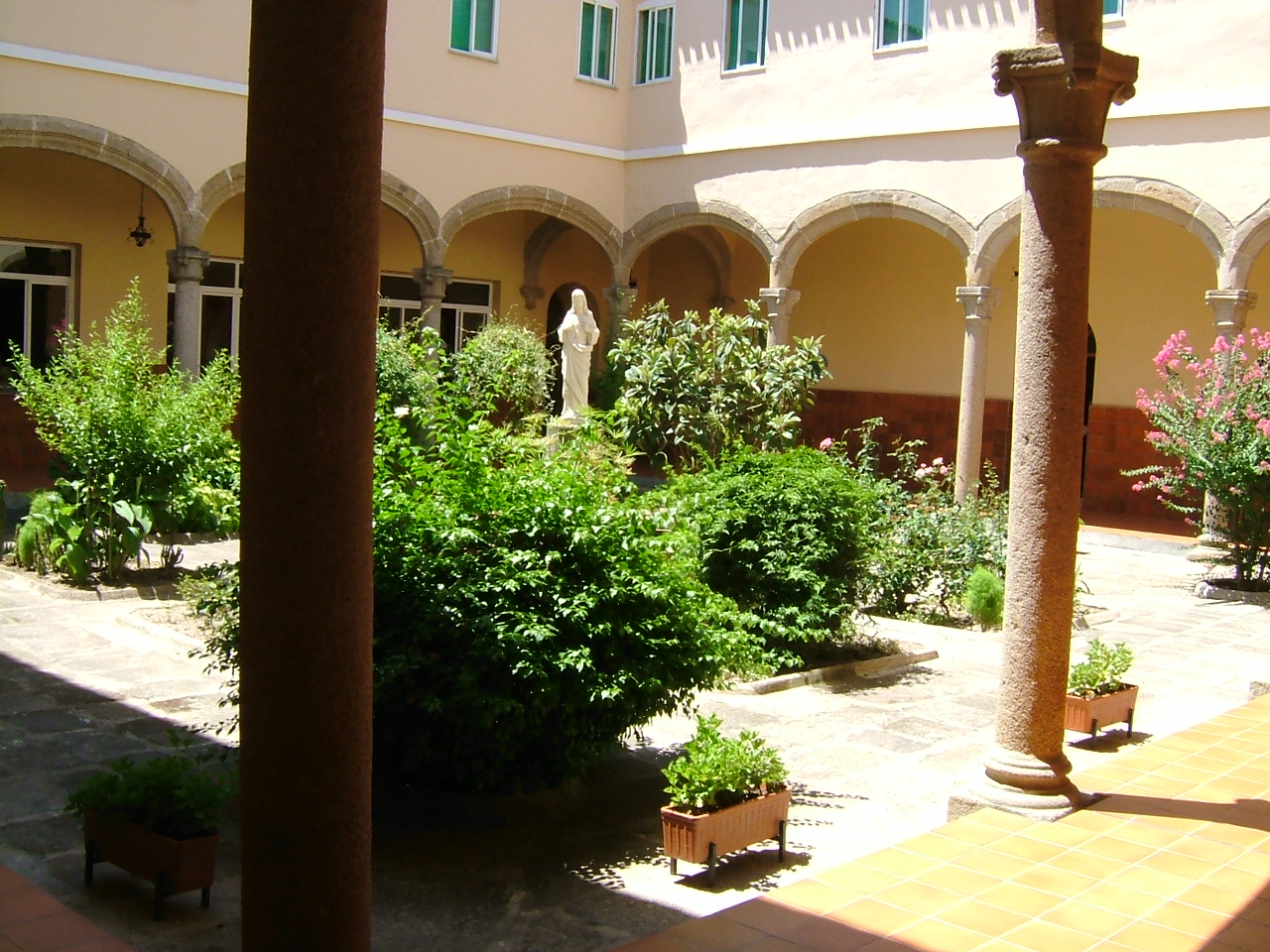
Der Kreuzgang